# Kate Foo Kune
Kate Foo Kune (sinh ngày 29 tháng 3 năm 1993) là một vận động viên cầu lông người Mauritius. Cô bắt đầu chơi cầu lông tại Mauritius khi được 6 tuổi. Giải đấu lớn đầu tiên mà cô tham gia là Giải vô địch thế giới BWF 2013 tại Trung Quốc, cô đã thua trong vòng đầu tiên của nội dung đơn nữ trước Sarah Walker của Anh. Foo Kune đại diện cho quốc gia tại Thế vận hội Olympic mùa hè 2016 tại Rio de Janeiro, Brazil. Cô là người cầm cờ cho Mauritius trong cuộc diễu hành của các quốc gia.

## Tiểu sử
Kate Foo Kune là con thứ hai của Jacques và Cathy Foo Kune (bí danh Ng), từng là một vận động viên cầu lông đôi hỗn hợp hàng đầu. Cả Jacques và Cathy đều là những người chơi cầu lông và giành được một số giải vô địch, chẳng hạn như trong Thế vận hội Ấn Độ Dương năm 1985. Cặp đôi kết hôn năm 1990 và có hai con. Em gái của cô, Karen Foo Kune, cũng chơi cầu lông và thi đấu tại Thế vận hội Olympic mùa hè 2008.
Foo Kune đạt bằng cử nhân Quản lý thể thao khi còn ở Pháp.
Hai chị em đã được ghép đôi trong năm 2010 tại Đại hội thể thao Commonwealth Games ở New Delhi.

## Cuộc đời
Foo Kune bắt đầu chơi cầu lông từ năm sáu tuổi và trở nên chuyên nghiệp khi mười hai tuổi. Cô lần đầu tiên tham gia một cuộc thi thanh thiếu niên ở tuổi 12 vào năm 2005. Cô đã có buổi thi đấu quốc tế tại Thomas và Uber Cup Qualifying for Africa năm 2010 được tổ chức tại Uganda. Cô được mệnh danh là Nhà thể thao của năm 2015 tại Mauritius. Cô hợp tác với Yeldy Marie Louison thi đấu đôi nữ, và hợp tác với Georges Julien Paultrong thi đấu đôi nam nữ. Trong thời gian đầu của sự nghiệp, cô cặp với chị gái Karen Foo Kune. Trong Giải vô địch cầu lông châu Phi, cô đã về thứ hai, nhưng một vài tuần sau đó, cô đã giành chiến thắng ở giải quốc tế Mauritius. Cô tiếp tục chiến thắng các giải đấu châu Phi dưới 15 tuổi và dưới 19 tuổi.
Vào tháng 9 năm 2013, có thông tin cho rằng cô là một trong số 14 cầu thủ được chọn cho Chương trình Đường đến Rio, một chương trình nhằm giúp các vận động viên cầu lông châu Phi thi đấu tại Thế vận hội Olympic 2016.
Kể từ năm 2016, cô sống ở Paris, Pháp, và tham gia Câu lạc bộ cầu lông Issy-Les-Moulineaux. Trước đó, cô đã đào tạo bốn tháng tại Malaysia và Leeds, Anh.
Foo Kune là một phần của đội tuyển cầu lông Mauritius đã giành được danh hiệu tại Giải vô địch cầu lông đội châu Phi lục địa 2016 Vào tháng 6 năm 2016, Foo Kune đã giành giải vô địch châu Âu 2016 cùng với câu lạc bộ của cô mặc dù thua trong trận chung kết trước Beatriz Corrales. Cô là người cầm cờ cho Mauritius trong cuộc diễu hành của các quốc gia. Cô đã giành chiến thắng trong trận đấu đầu tiên với Wendy Chen Hsuan-Yu của Úc, nhưng đã bị đánh bại bởi porntip Buranaprasertsuk của Thái Lan và không thể vượt qua vòng tiếp theo.
| Thể loại | Tổng số chơi đơn | Thắng đơn | Thua đơn | Điểm chơi đơn | Tổng số chơi đôi | Thắng đôi | Thua đôi | Điểm chơi đôi | Tổng số chơi đôi nam nữ | Thắng đôi | Thua đôi | Điểm chơi đôi |
| -------- | ---------------- | --------- | -------- | ------------- | ---------------- | --------- | -------- | ------------- | ----------------------- | --------- | -------- | ------------- |
| Overall  | 204              | 118       | 86       | 21,988        | 90               | 49        | 41       | 1,370         | 54                      | 21        | 33       | 2,025         |
| 2016     | 22               | 10        | 12       | -             | 5                | 2         | 3        | -             | 0                       | 0         | 0        | -             |

## Thành tựu

### Tất cả các giải đấu châu Phi
Đơn nữ
| Năm  | Venue                                               | Opponent      | Score        | Kết quả |
| ---- | --------------------------------------------------- | ------------- | ------------ | ------- |
| 2015 | Gymnase Étienne Mongha, Brazzaville, Cộng hòa Congo | Grace Gabriel | 21–13, 21–19 | Gold    |

Đôi nữ
| Năm  | Venue                                               | Partner             | Opponent                        | Score               | Kết quả |
| ---- | --------------------------------------------------- | ------------------- | ------------------------------- | ------------------- | ------- |
| 2015 | Gymnase Étienne Mongha, Brazzaville, Cộng hòa Congo | Yeldy Marie Louison | Juliette Ah-Wan Allisen Camille | 20–22, 21–18, 14–21 | Silver  |

### Vô địch châu Phi
Đơn nữ
| Năm  | Venue                                           | Opponent              | Score               | Kết quả |
| ---- | ----------------------------------------------- | --------------------- | ------------------- | ------- |
| 2018 | Salle OMS Harcha Hacéne, Algiers, Algérie       | Dorcas Ajoke Adesokan | 21–16, 21–19        | Gold    |
| 2017 | John Barrable Hall, Benoni, Nam Phi             | Hadia Hosny           | 16–21, 21–14, 21–8  | Gold    |
| 2014 | Lobatse Stadium, Gaborone, Botswana             | Grace Gabriel         | 21–14, 14–21, 21–17 | Gold    |
| 2013 | National Badminton Centre, Rose Hill, Mauritius | Grace Gabriel         | 23–25, 12–21        | Silver  |

Đôi nữ
| Năm  | Venue                               | Partner             | Opponent                        | Score             | Kết quả |
| ---- | ----------------------------------- | ------------------- | ------------------------------- | ----------------- | ------- |
| 2014 | Lobatse Stadium, Gaborone, Botswana | Yeldy Marie Louison | Juliette Ah-Wan Allisen Camille | 21–17, 22–20      | Gold    |
| 2011 | Marrakesh, Maroc                    | Karen Foo Kune      | Annari Viljoen Michelle Edwards | 21–19, 9–21, 8–21 | Bronze  |

Đôi nam nữ
| Năm  | Venue                               | Partner             | Opponent                   | Score               | Kết quả |
| ---- | ----------------------------------- | ------------------- | -------------------------- | ------------------- | ------- |
| 2017 | John Barrable Hall, Benoni, Nam Phi | Georges Julien Paul | Andries Malan Jennifer Fry | 19-21, 21-19, 19-21 | Silver  |

### Thử thách / sê-ri quốc tế của BWF
Đơn nữ
| Năm  | Tournament                 | Opponent               | Score                  | Kết quả   |
| ---- | -------------------------- | ---------------------- | ---------------------- | --------- |
| 2018 | Uganda International       | Hadia Hosny            | 21–19, 21–10           | Winner    |
| 2017 | South Africa International | Vaishnavi Reddy Jakka  | 10–21, 10–21           | Runner-up |
| 2017 | Zambia International       | Ksenia Polikarpova     | 14–21, 21–16, 21–18    | Winner    |
| 2016 | Norwegian International    | Yap Rui Chen           | 13–21, 8–21            | Runner-up |
| 2016 | Uganda International       | Telma Santos           | 10–21, 12–21           | Runner-up |
| 2015 | Botswana International     | Laura Sarosi           | 10–21, 14–21           | Runner-up |
| 2015 | Zambia International       | Aghaei Hajiagha Soraya | 15–21, 1–0 Retired     | Winner    |
| 2015 | Nigeria International      | Grace Gabriel          | 21–14, 11–21, 12–21    | Runner-up |
| 2014 | Zambia International       | Grace Gabriel          | 21–16, 21–17           | Winner    |
| 2014 | Morocco International      | Lianne Tan             | 11–7, 9–11, 9–11, 8–11 | Runner-up |
| 2013 | Mauritius International    | Grace Gabriel          | 21–18, 16–21, 24–22    | Winner    |

Đôi nữ
| Năm  | Tournament              | Partner             | Opponent                                | Score               | Kết quả   |
| ---- | ----------------------- | ------------------- | --------------------------------------- | ------------------- | --------- |
| 2014 | Zambia International    | Grace Gabriel       | Michelle Butler-Emmett Elme de Villiers | 17–21, 21–19, 17–21 | Runner-up |
| 2014 | Mauritius International | Yeldy Marie Louison | Annika Horbach Maria Mata Masinipeni    | 12–21, 12–21        | Runner-up |

Đôi nam nữ
| Năm  | Tournament              | Partner             | Opponent                                      | Score                   | Kết quả   |
| ---- | ----------------------- | ------------------- | --------------------------------------------- | ----------------------- | --------- |
| 2018 | Uganda International    | Jonathan Persson    | Georges Julien Paul Aurelie Marie Elisa Allet | 21–11, 21–18            | Winner    |
| 2017 | Zambia International    | Jonathan Persson    | Misha Zilberman Svetlana Zilberman            | Walkover                | Winner    |
| 2017 | Mauritius International | Jonathan Persson    | Yogendran Khrishnan Prajakta Sawant           | 7–21, 17–21             | Runner-up |
| 2017 | Brazil International    | Jonathan Persson    | Hugo Arthuso Fabiana Silva                    | 11–21, 19–21            | Runner-up |
| 2014 | Zambia International    | Georges Julien Paul | Ali Ahmed El-Khateeb Doha Hany                | 21–18, 21–14            | Winner    |
| 2014 | Hatzor International    | Florent Riancho     | Gennadiy Natarov Yuliya Kazarinova            | 6–11, 7–11, 11–8, 10–11 | Runner-up |

     BWF International Challenge tournament
     BWF International Series tournament
     BWF Future Series tournament

## Liên kết mở rộng
- Africa Badminton Lưu trữ ngày 17 tháng 10 năm 2016 tại Wayback Machine